# Allocerus spencei
Allocerus spencei là một loài bọ cánh cứng trong họ Cerambycidae.